# 社會城 (阿拉巴馬州)
社會城（英語：Social Town）是一個位於美國阿拉巴馬州克倫肖縣的非建制地區。該地的面積和人口皆未知。

## 地理
社會城的座標為31°42′43″N 86°10′55″W / 31.71194°N 86.18194°W，而該地最高點為海拔高度117米（即384英尺）。